# Ecstatica II
Ecstatica II est un jeu vidéo d'action-aventure développé par Andrew Spencer Studios et édité par Psygnosis en 1996 sous DOS et Windows. Il fait suite à Ecstatica (1994).

## Accueil
- GameSpot : 7,9/10[1]
- PC Jeux : 83 %[2]